# Jack Thibeau
Jack Thibeau (* 14. Januar 1941 in Chicago, Illinois) ist ein US-amerikanischer Schauspieler und Autor, der zwischen 1975 und 1995 vor der Kamera aktiv war. Einige Quellen geben als Geburtsdatum den 12. Juni 1946 und als Geburtsort Perth in Schottland an.

## Leben und Karriere
Thibeau besuchte bis 1959 das Spring Hill College in Mobile im US-Bundesstaat Alabama. Nach seiner Schulzeit machte er zwischen 1960 und 1962 seine Ausbildung beim Second Battalion Sixth Marines der United States Marines (USMC) in Parris Island und war als Informationsoffizier in Guantanamo Bay und der Schweinebucht auf Kuba stationiert, in Cuidad Trujillo in der Dominikanischen Republik sowie in Iwakuni auf Japan. Nach dem Militärdienst studierte er Schauspiel am San Francisco Art Institute.
Erste Auftritte vor der Kamera hatte Thibeau 1975 in der Fernsehserie Die Straßen von San Francisco, 1976 in der Fernsehserie Cannon an der Seite von William Conrad und 1979 in einer Nebenrolle in Apocalypse Now. Bekannt wurde er im selben Jahr an der Seite von Clint Eastwood durch seine Rolle des Gefangenen Clarence Anglin im Film Flucht von Alcatraz.
In den 1980er Jahren wirkte er in weiteren Filmen mit, in denen Clint Eastwood die Hauptrolle spielte: so 1980 in Mit Vollgas nach San Fernando, 1983 in Dirty Harry kommt zurück und 1984 in City Heat. Zu weiteren nennenswerten Filmen gehörten Rollen in Nur 48 Stunden im Jahr 1982, 1986 in Hitcher, der Highway Killer, 1987 in Lethal Weapon – Zwei stahlharte Profis und 1988 in Action Jackson. Außerdem war Thibeau in Fernsehserien wie Miami Vice, Sledge Hammer! und Die Unbestechlichen zu sehen; in Die Unbestechlichen spielte er in einer wiederkehrenden Rolle Bugs Moran.
Das letzte Mal trat Thibeau 1995 in einer Folge der Fernsehserie Fallen Angels vor der Kamera in Erscheinung.
Hinter der Kamera arbeitete er auch als Drehbuchautor für Fernsehserien wie Miami Vice, Die Unbestechlichen, The Watcher – Das Auge von Vegas, Off Limits und er schrieb das Drehbuch für den Film Saigon – Der Tod kennt kein Gesetz.
Im deutschen Sprachraum wurde Thibeau unter anderem von Friedrich Georg Beckhaus, Reinhard Brock, Hans-Werner Bussinger, Till Hagen, Jürgen Heinrich, Imo Heite, Thomas Kästner, Matthias Klages, Randolf Kronberg, Hans Nitschke, Hans Oldenbürger, Thomas Petruo und Rainer Schmitt synchronisiert.

## Filmografie

### Film
- 1979: Apocalypse Now
- 1979: Flucht von Alcatraz
- 1979: 1941 – Wo bitte geht’s nach Hollywood
- 1980: Mit Vollgas nach San Fernando
- 1981: Die Frau mit der 45er Magnum
- 1981: Da steht der ganze Freeway Kopf
- 1982: Tex
- 1982: Nur 48 Stunden
- 1983: Verfolgt bis in den Tod (Fernsehfilm)
- 1983: Dirty Harry kommt zurück
- 1984: City Heat – Der Bulle und der Schnüffler
- 1985: Kids Don’t Tell (Fernsehfilm)
- 1985: Love Lives On (Fernsehfilm)
- 1985: Warnzeichen Gen-Killer
- 1985: Nacht der Vergeltung (Fernsehfilm)
- 1986: Hitcher, der Highway Killer
- 1987: Lethal Weapon – Zwei stahlharte Profis
- 1987: Cherry 2000
- 1988: Action Jackson
- 1991: Mord 101 – Ein Fall für Professor Lattimore (Fernsehfilm)

### Fernsehen
- 1975–1977: Die Straßen von San Francisco
- 1976: Cannon
- 1984: After MASH
- 1984: Remington Steele
- 1985: Robert Kennedy and His Times (Miniserie)
- 1985: Agentin mit Herz
- 1985: Space – Der Mensch greift nach den Sternen (Miniserie)
- 1985–1986: Alfred Hitchcock zeigt
- 1986: Unglaubliche Geschichten
- 1986: Fackeln im Sturm II (Miniserie)
- 1986: Sledge Hammer!
- 1986: Miami Vice
- 1987: Matlock
- 1993: Die Unbestechlichen
- 1995: Fallen Angels